# Ricinulis
Els ricinulis (Ricinulei) són un ordre de petits aràcnids  que compta amb 73 espècies, tots dins d'una única família Ricinoididae. N'hi ha a l'Àfrica occidental-central (Ricinoides) i a la regió neotropical (Cryptocellus i Pseudocellus). A més dels gèneres que viuen actualment hi ha dues famílies i quatre gèneres extints amb fòssils.
La monografia més important és de l'any 1904 de Hans Jacob Hansen i William Soerensen. També toquen el tema Pittard i Mitchell, Gerald Legg and L. van der Hammen.

## Característiques
Els ricinulis típicament fan de 5 a 10 mm de llargada. La cutícula (o exoesquelet) del cos i les potes és característicament gruixuda. El tret més característic és el cucullus sobre el cap que pot estar en posició baixa o alta. Quan està abaixat cobreix la boca i els quelícers. Els ricinulis actuals no tenen ulls, però en els fòssils es poden veure un parell d'ulls laterals i fins i tot les espècies vivents són sensibles a la llum.
L'opistosoma s'uniex al prosoma per un pedicel estret. Curiosament, hi ha un mecanisme complex d'acoblament entre prosoma i opistosoma. El sistema genital està en el pedicel (característica única).
Els quelícers estan formats per dos segments.
Els pedipalps acaben en pinces petites i són apèndixs complexos es fan servir per manipular l'aliment però també són estructures sensorials.

## Història natural
Els ricinuls són depredadors d'altres petits artròpodes. Se sap poc dels seus hàbits d'aparellament; s'ha observat als mascles transferint l'espermatòfor a la femella.
S'han fet pocs estudis ecològics, però es troben a les fulles de la selva tropical i semblen necessitar superfícies inundades per a sobreviure.

## Fòssils
El primer fòssil d'aquests aràcnids va ser descrit el 1837 pel geòleg anglès William Buckland; però malinterpretat com un escarabat. Després se’n van trobar més a Europa i Amèrica del Nord.

## Filogènia
El cladograma de Giribet et al. 2002 considera els ricinulis estretament emparentats amb els trigonotàrbids:
|  | Acari                                                      |
|  |                                                            |
|  | \| \| Palpigradi \| \| \| \| \| \| Pycnogonida \| \| \| \| |
|  |                                                            |
|  | Palpigradi                                                 |
|  |                                                            |
|  | Pycnogonida                                                |
|  |                                                            |

|  | Palpigradi  |
|  |             |
|  | Pycnogonida |
|  |             |

|  | †Trigonotarbida |
|  |                 |
|  | Ricinulei       |
|  |                 |

|  | Amblypygi                                              |
|  |                                                        |
|  | \| \| Uropygi \| \| \| \| \| \| Schizomida \| \| \| \| |
|  |                                                        |
|  | Uropygi                                                |
|  |                                                        |
|  | Schizomida                                             |
|  |                                                        |

|  | Uropygi    |
|  |            |
|  | Schizomida |
|  |            |

|  | Amblypygi                                              |
|  |                                                        |
|  | \| \| Uropygi \| \| \| \| \| \| Schizomida \| \| \| \| |
|  |                                                        |
|  | Uropygi                                                |
|  |                                                        |
|  | Schizomida                                             |
|  |                                                        |

|  | Uropygi    |
|  |            |
|  | Schizomida |
|  |            |

|  | †Trigonotarbida |
|  |                 |
|  | Ricinulei       |
|  |                 |

|  | Amblypygi                                              |
|  |                                                        |
|  | \| \| Uropygi \| \| \| \| \| \| Schizomida \| \| \| \| |
|  |                                                        |
|  | Uropygi                                                |
|  |                                                        |
|  | Schizomida                                             |
|  |                                                        |

|  | Uropygi    |
|  |            |
|  | Schizomida |
|  |            |

|  | Amblypygi                                              |
|  |                                                        |
|  | \| \| Uropygi \| \| \| \| \| \| Schizomida \| \| \| \| |
|  |                                                        |
|  | Uropygi                                                |
|  |                                                        |
|  | Schizomida                                             |
|  |                                                        |

|  | Uropygi    |
|  |            |
|  | Schizomida |
|  |            |